# 4884 Браґарія
4884 Браґарія (4884 Bragaria) — астероїд головного поясу, відкритий 21 липня 1979 року.
Тіссеранів параметр щодо Юпітера — 3,624.